# Флаг Хорватии
Госуда́рственный флаг Хорва́тии — один из официальных государственных символов Республики Хорватии, наряду с гербом и гимном.
Государственный флаг Хорватии представляет собой прямоугольное полотнище из трёх равновеликих горизонтальных полос: верхней — красного, средней — белой и нижней — синего цвета; с гербом Республики Хорватии посередине. Отношение ширины флага к его длине 1:2.
Издавна народная одежда хорватов — суконные куртки, украшенные тесьмой, галуном, были разных цветов — красные, белые и синие, а когда в 1848 году происходила инаугурация хорватского Бана — Йосипа Елачича, в его наряде эти три цвета были объединены.

## История
Одно из первых дошедших до нас изображений хорватского знамени содержится в описании похорон Фердинанда I Габсбурга в 1565 году в книге Бартоломея Ханневальда, опубликованной в Аугсбурге в 1566 году. На этом изображении флаг Хорватии показан без короны.

Флаг Хорватии среди других венгерских флагов в коронационном протоколе 1618 года

Первое достоверное изображение коронационного флага Хорватии содержится в коронационном протоколе (Ordo coronationis), который использовался при коронации Фердинанда II в Пожони 1 июля 1618 года. Среди флагов протокола имеется изображение знамени с гербом Хорватии с характерными шахматными клетками.

Старейшее сохранившеся хорватское знамя (1647 год)

Самым ранним дошедшим до нас хорватским флагом является коронационное знамя, которое нес Ласло Эстерхази на коронации Фердинанда IV 16 июня 1647 года. Ныне оно хранится в частном собрании Эстерхази в замке Форхенштайн. Знамя сделано из голубого шелкового дамаста, его размер 273 см. × 161 см, на нем изображен герб Хорватского королевства.

Хорватский флаг среди коронационных флагов на коронации Леопольда II в 1790 году

В дальнейшем похожее коронационное хорватское знамя фигурирует на коронациях сначала императоров Священной Римской империи, а потом австрийских императоров. Последний известный случай — коронационное знамя Хорватии, использовавшееся при коронации Карла I в Будапеште 30 декабря 1916 года.

## Эволюция хорватского флага

Примерная реконструкция флага Королевства Хорватии, ок. 925 г.
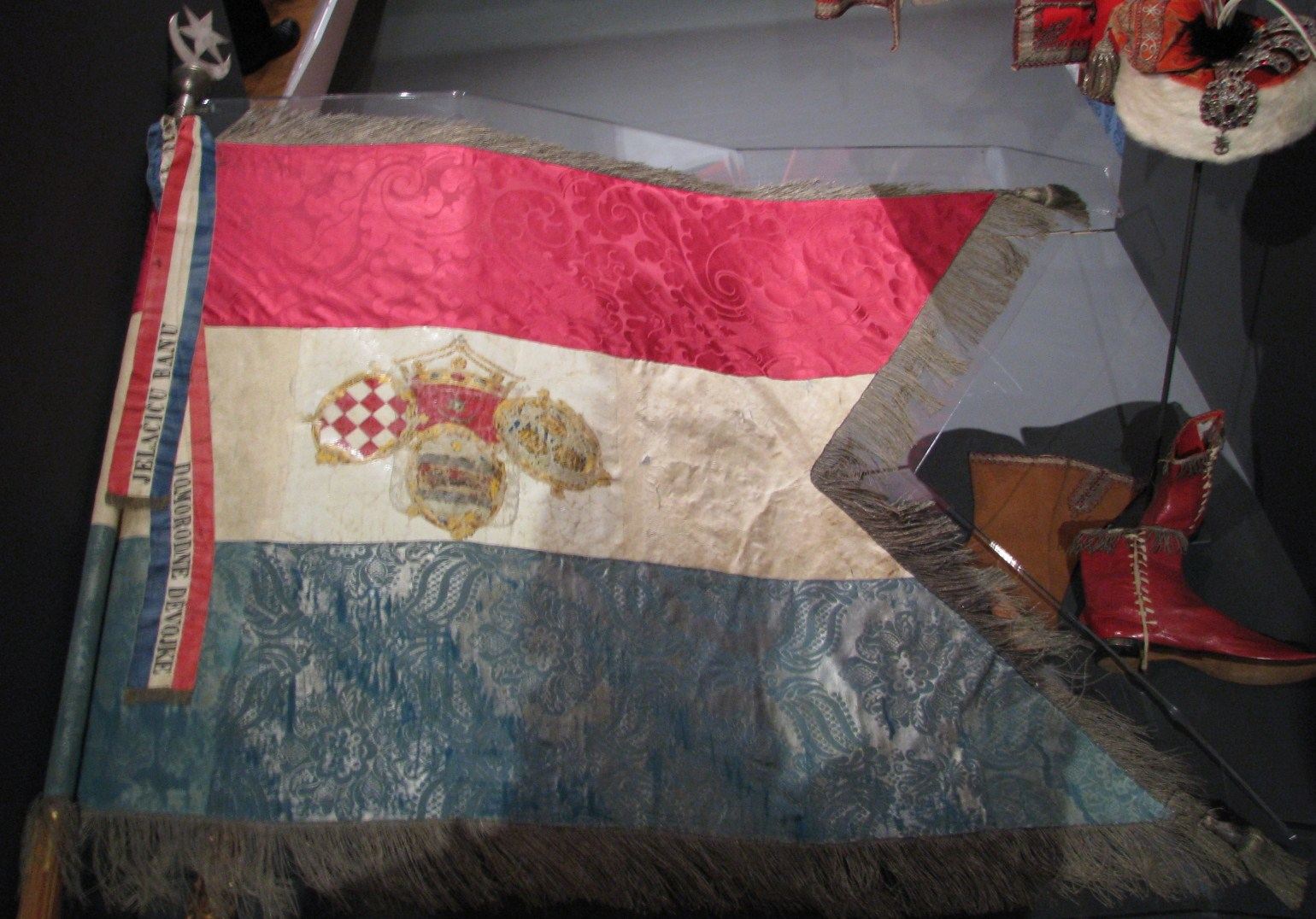
Флаг бана Хорватии Й. Елачича с 1848 г.
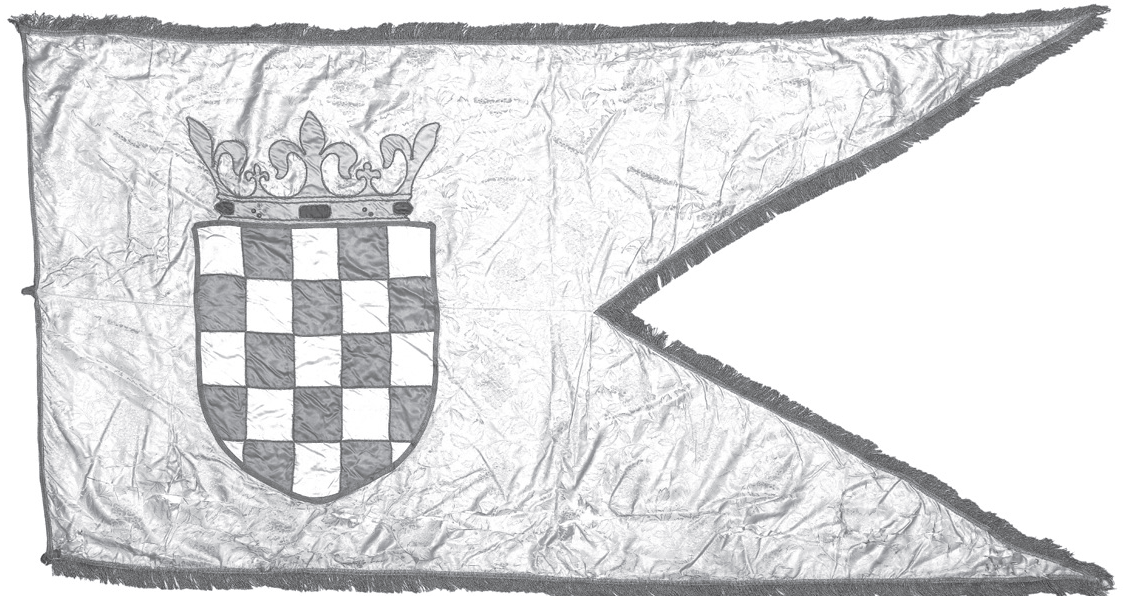
Знамя Хорватии на коронации Карла I в Будапеште 30 декабря 1916 года
1852—1860
1868—1918
1939— 28.04.1941
28.04.1941 — 08.05.1945 Флаг Независимого государства Хорватия
1941 — 1943 Флаг хорватских коммунистических партизан, символизировавших дружбу хорватского и сербского народов
08.05.1945 — 18.01.1947 Флаг Федерального государства Хорватия в составе ДФЮ
18.01.1947 — 25.07.1990 Флаг Народной Республики Хорватии (с 07.07.1963 — Социалистическая Республика Хорватия) в составе ФНРЮ (с 07.07.1963 — СФРЮ)
25.07.1990 — 21.12.1990 Флаг Республики Хорватии